# Cryptomonadaceae
Famille
Les Cryptomonadaceae sont une famille d'algues de l'embranchement des Cryptista, de la classe des Cryptophyceae et de l’ordre des Cryptomonadales.

## Étymologie
Le nom de la famille vient du genre type Cryptomonas, dérivé du grec de κρυπτός, kruptós (« caché »), et μονασ / monas, « seul, solitaire, isolé », littéralement « monade cachée ».

## Description
Le genre type Cryptomonas se présente sous la forme de monades biflagellées (dotés de 2 flagelles), nageant librement, généralement obovoïdes, qui forment souvent des colonies palmelloïdes épaisses et mucilagineuses ; un sillon longitudinal s'étend postérieurement à partir du vestibulum et se transforme en un gosier en forme de sac tapissé de nombreuses rangées d'éjectosomes. Ont été observés la présence de deux chloroplastes, de pyrénoïdes et de nucléomorphes. Les chloroplastes contiennent la phycobiliprotéine, Cr-phycoérythrine 566, et leur couleur varie du brun-olive au brun et au jaune dans les cellules plus anciennes.
Sous l'influence d'une forte intensité lumineuse et une carence en azote, plusieurs espèces sont capables de former des kystes à parois épaisses, qui donnent naissance à deux ou quatre cellules filles lors du dékystement.
La reproduction de ces organismes se fait par simple division cellulaire. La reproduction sexuée est inconnue.

## Distribution
Le genre Cryptomonas est cosmopolite dans les habitats d'eau douce, y compris les étangs temporaires, les rivières et les lacs. On en dénombre plus de 100 espèces, dont des formes marines. La majorité des espèces ont été décrites dans les eaux européennes, mais le genre est connu sur tous les continents.

## Liste des genres
Selon AlgaeBase (24 août 2022) :
- Chilomonas Ehrenberg, 1831
- Cryptella Pascher, 1929
- Cryptochloris J.Schiller, 1925
- Cryptomonas Ehrenberg, 1831  genre type
- Cyanomastix Lackey, 1936
- Cyanomonas Oltmanns, 1904
- Isoselmis Butcher, 1967
- Kisselevia Skvortzov, 1969
- Meyeriella Skvortzov, 1968
- Naisa Molinari, 2021
- Olivamonas Skvortzov, 1969
- Protocryptochrysis Skvortzov, 1969
- Protocryptomonas B.V. Skvortzov ex C.E.M.Bicudo, 1989
- Pseudocryptomonas C.E.M.Bicudo & Tell, 1988

## Systématique
Le nom correct complet (avec auteur) de ce taxon est Cryptomonadaceae Ehrenberg, 1831.